# Epigonus affinis
Epigonus affinis is een straalvinnige vissensoort uit de familie van diepwaterkardinaalbaarzen (Epigonidae). De wetenschappelijke naam van de soort werd voor het eerst geldig gepubliceerd in 1986 door Parin & Abramov.